# Ossaea micarensis
Ossaea micarensis är en tvåhjärtbladig växtart som beskrevs av Ignatz Urban. Ossaea micarensis ingår i släktet Ossaea och familjen Melastomataceae. Inga underarter finns listade i Catalogue of Life.